# Ice (Film)
Ice ist ein US-amerikanischer Spielfilm von Robert Kramer aus dem Jahr 1970. Der in Schwarz-Weiß gedrehte Film arbeitet sowohl mit Stilmitteln des Dokumentarfilms wie des Experimentalfilms. Wegen der in der nahen Zukunft angesiedelten Szenerie wird Ice auch dem Science-Fiction-Genre zugerechnet.

## Inhalt
In einem totalitären Amerika der nahen Zukunft trifft eine Untergrundbewegung die Vorbereitungen für eine gewaltsame Revolution und Machtübernahme.

## Hintergrund
Ice startete am 15. Oktober 1970 in den USA und wurde im Oktober 1970 erstmals in der Bundesrepublik Deutschland im Rahmen des Internationalen Filmfestivals Mannheim-Heidelberg gezeigt.

## Kritik
„Ein Agitationsfilm, der in einer Spielhandlung die Zukunft vorwegnimmt. Im Reportagestil macht er mit jungen Leuten bekannt, die im Untergrund eine die Revolution vorbereitende Organisation aufbauen, führt in ihre Gedankenwelt ein, zeigt, wie sie arbeiten und kämpfen. Mit "In the Country" (1966), und "The Edge" (1967) bildet "Ice" eine außergewöhnliche Spielfilmtrilogie über Engagement und Formen des Widerstands in den 60er Jahren.“

„Die pseudorevolutionäre Schaumschlägerei dieses Undergroundfilms demonstriert treffend die Perspektivenlosigkeit der amerikanischen Neuen Linken des Jahres 1969.“